# Короткое видение
«Короткое видение» (англ. A Short Vision) — британский экспериментальный мультфильм Питера и Джоан Фолдс, созданный при поддержке Фонда экспериментальных фильмов Британского института кино. Мультфильм получил известность после его показа в «Шоу Эда Салливана» 27 мая 1956 года.

## Сюжет
Мультфильм открывается кадром спальни с открытым окном. Через некоторое время камера приближается к небу, где можно увидеть неопознанный летающий объект, названный «Оно». «Оно» приближается к местности медленно, но незаметно, вызывая страх и ужас среди животных — леопарда, оленя, совы и мыши.
Когда «Оно» пролетает над городом, происходит взрыв, превращающийся в ядерный гриб и уничтожающий все живые существа на пути разрушения. В результате взрыва горы, поля, города и Земля исчезают, остаётся лишь маленький огонь. «Оно» превращается в моль, летящую вокруг огня, и в итоге уничтожается огнём.

## Создатели
- Сценаристы, режиссёры, продюсеры, художники: Питер Фолдс, Джоан Фолдс
- Композитор: Матяш Шейбер
- Рассказчик: Джеймс МакКехни

## Производство
Мультфильм был вдохновлён стихотворением, написанным Питером Фолдсом во время плавания на лодке из Австралии в октябре 1954 года. Питер Фолдс был художником мультфильма, а его жена Джоан Фолдс отвечала за анимацию и освещение. Работа над мультфильмом велась на кухне и финансировалась Фондом экспериментальных фильмов Британского института кино.

## Шоу Эда Салливана
27 мая 1956 года мультфильм был показан в «Шоу Эда Салливана». Ведущий программы Эд Салливан представил его как взгляд на то, что будет если сбросить на животных ядерную бомбу. Он сказал, что содержание мультфильма может тревожить детей, заявив, что им «не стоит беспокоиться, потому что это лишь фантазия, а вся история нарисована», что подогревало интерес юных зрителей.

Я скажу вам, если у вас есть дети в комнате, скажите им, что им не стоит беспокоиться, потому что это лишь фантазия, а вся история нарисована...
— Эд Салливан, 27 мая 1956 года
После его показа, Associated Press и New York World-Telegram and the Sun опубликовали статьи, в которых было сказано, что данный мультфильм шокировал телеаудиторию страны. Мультфильм пользовался большой популярностью, и 10 июня его повторно показали. На этот раз, Салливан держал в руках газету New York World-Telegram and the Sun, читая статью «Ударная волна от мультфильма об атомной бомбе шокировала телеаудиторию страны» (англ. Shock Wave From A-Bomb Film Rocks Nation's TV Audience), после чего призывал родителей вывести детей из комнаты на время показа.

Две недели назад я показал в своей программе мультфильм об атомной бомбе. И первая, потрясающая реакция пришла из газеты «New York World-Telegram and the Sun» ― статья журналистки Кэрол Тейлор «Ударная волна от мультфильма об атомной бомбе шокировала телеаудиторию страны». И я заметил, что на этой неделе в журнале «Time» есть большая статья, касаемо данного мультфильма. Итак, сегодня вечером, в ответ на просьбы органов гражданской обороны со всей страны, я собираюсь показать этот мультфильм ещё раз, но для тех из вас, у кого в комнате есть дети, этот мультфильм ― мучительный опыт для них, поэтому выведите их из комнаты и позвольте старшим членам семьи посмотреть его. Я думаю что это то, что страна должна знать, должна видеть, но дети не должны это смотреть. Итак, теперь, если они выйдут из комнаты, этот мультфильм о возможных последствиях атомной бомбы, созданный двумя молодыми британцами, мы покажем в прямом эфире.
— Эд Салливан, 10 июня 1956 года